# Expromisión
La expromisión es una figura jurídica de modificación de las obligaciones que opera, principalmente, en el campo del Derecho civil.
Podría entenderse como aquel acto jurídico con base al cual un tercero asume la deuda de un determinado sujeto conviniéndolo con el acreedor y sin intervención del mencionado deudor.

## Historia
A lo largo de los grandes períodos en la Historia del Derecho, esta figura ha sido vista desde diferentes perspectivas, con diferentes matices.

### La expromisión durante la Edad Media
En el período del ius commune, se entendió la expromisión como una especie de asunción de deuda por un tercero sin autorización, asignación o delegación entre el deudor y ese tercero que se hace cargo de la deuda, pero con autorización del acreedor.

### La expromisión en la actualidad
Algunos autores se refieren a esta figura como un convenio expromisorio; mientras otro sector de la doctrina piensa que no es una teoría acertada.
En cualquier caso, toda expromisión es un negocio jurídico unilateral por parte del tercero (que necesita el acuerdo del acreedor), y que se realiza sin la intervención del primitivo deudor.
Esta causa se encuentra recogida en el artículo 1205-1206 del Cc español.

## Causas de la expromisión
Entre los motivos por los que el tercero asume la obligación del deudor, cabe señalar:
- Animus donandi: es decir, como un acto de mera liberalidad, que produce un enriquecimiento en el patrimonio del deudor, en perjuicio del caudal del tercero.
- Solvendi causa: por una deuda previa existente entre el primitivo deudor y el tercero que aparece y cumple.
- Animus credendi: para subrogarse (colocarse en la posición jurídica) del acreedor.

## Supuestos especiales
En la práctica, no es infrecuente encontrarse casos de expromisión cumulativa: dos deudores obligados solidaria o mancomunadamente. En los casos en que se produce el embargo de un determinado bien, suele tener cabida esta expromisión solvendi o credendi causa. 

## La expromisión en el Derecho español
La expromisión aparece regulada en nuestro Derecho en el artículo 1205 del Código Civil.